# Połomia (Tworóg)

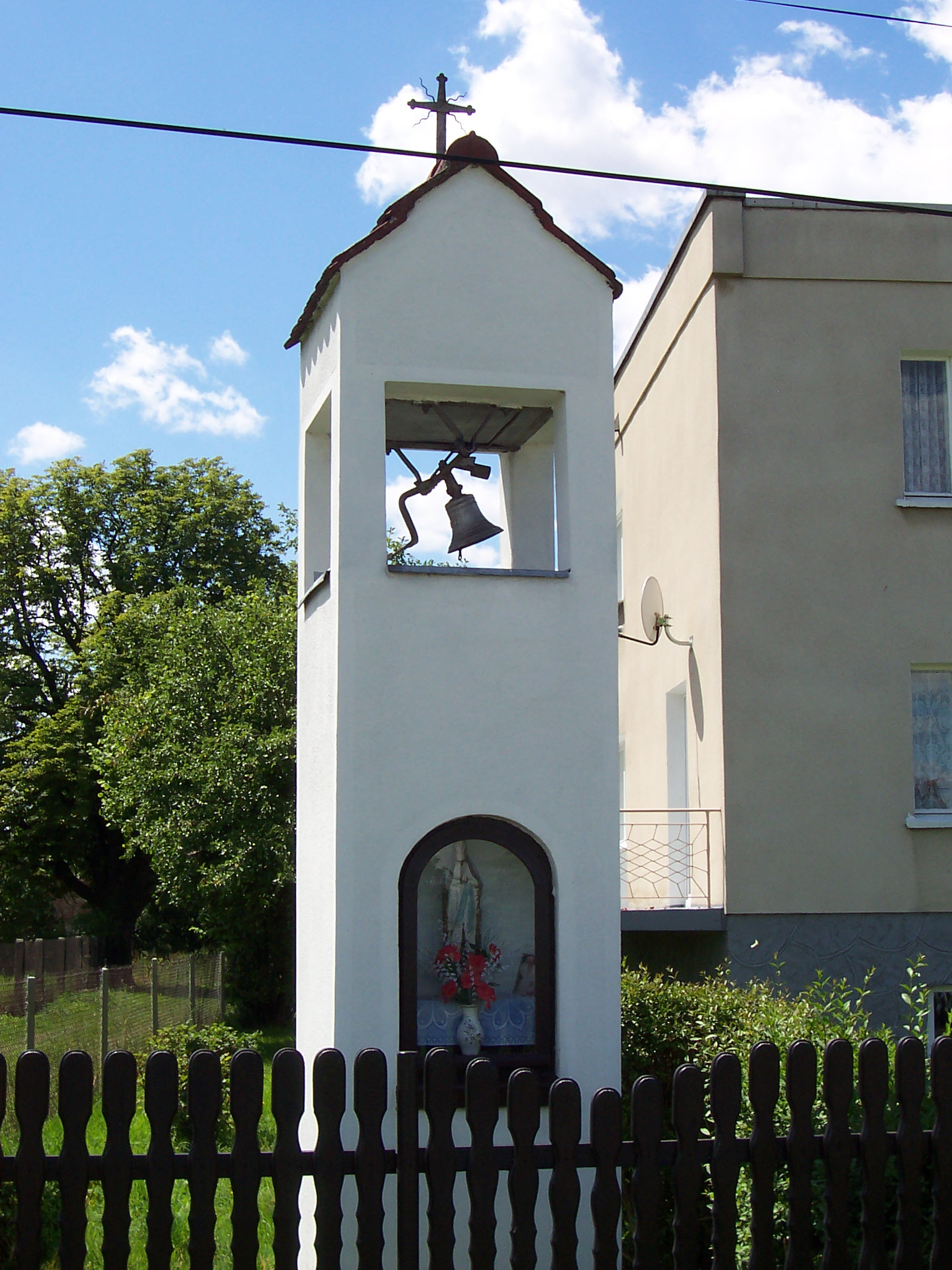
Die Wegkapelle

Połomia (deutsch Pohlom, 1936–1945 Ostwalde) ist eine Ortschaft in Oberschlesien. Sie liegt in der Gemeinde Tworóg (Tworog) im Powiat Tarnogórski (Kreis Tarnowitz) in der Woiwodschaft Schlesien.

## Geografie
Połomia liegt sechs Kilometer südlich vom Gemeindesitz Tworóg, zwölf Kilometer westlich von der Kreisstadt Tarnowskie Góry (Tarnowitz) und 34 Kilometer nordwestlich von der Woiwodschaftshauptstadt Katowice (Kattowitz).

## Geschichte
Der Ort entstand im 13. Jahrhundert. Um 1295 wurde der Ort im Liber fundationis episcopatus Vratislaviensis (Zehntregister des Bistums Breslau) als „Polom“ urkundlich erwähnt, zudem wurde es als Villa theutonicalis (deutsches Dorf) beschrieben.
1818 wurde der Ort als Pohlain (eventuell könnte es dabei sich um einen Übertragungsfehler handeln) erwähnt. 1865 bestand Pohlom aus einem Rittergut und einem Dorf. Das Rittergut bestand aus den Vorwerken Ober-Pohlom und Nieder-Pohlom. Das Dorf hatte fünf Bauern, 18 Gärtner, vier Halbgärtner und 23 Häusler. Ferner befand sich die Schule in Tworog.
Bei der Volksabstimmung in Oberschlesien am 20. März 1921 stimmten 29 Wahlberechtigte für einen Verbleib bei Deutschland und 242 für Polen. Pohlom verblieb beim Deutschen Reich. 1936 wurde der Ort in Ostwalde umbenannt. Bis 1945 befand sich der Ort im Landkreis Tost-Gleiwitz.
1945 kam der bisher deutsche Ort unter polnische Verwaltung und wurde in Połomia umbenannt und der Woiwodschaft Schlesien angeschlossen. 1950 kam der Ort zur Woiwodschaft Kattowitz. 1999 kam der Ort zum wiedergegründeten Powiat Tarnogórski und zur neuen Woiwodschaft Schlesien.

## Sehenswürdigkeiten
- Wegkapelle mit Glockenturm

## Wappen
Das Wappen bzw. Siegel zeigt eine umgeknickte Eiche.